# Oduponkpehe
Oduponkpehe is een plaats in Ghana (regio Central). De plaats telt 34 719 inwoners (census 2000).